# Experimento Filadelfia

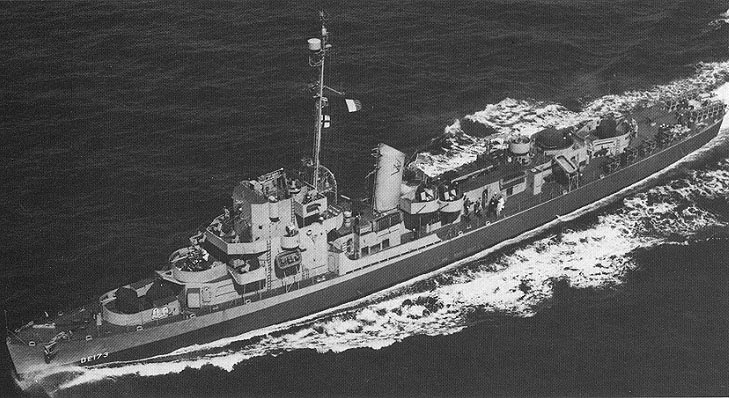
El destructor USS Eldridge; fotografía de 1944.

El Experimento Filadelfia es el nombre que le dio el ufólogo estadounidense Morris K. Jessup (1900-1959) a un supuesto experimento secreto llevado a cabo por la Armada de los Estados Unidos en los astilleros navales de Filadelfia (Estados Unidos), durante el 28 de octubre de 1943, en el cual el destructor escolta de la Armada USS Eldridge habría sido invisibilizado electrónicamente contra los dispositivos enemigos e involuntariamente habría sido teletransportado 600 km hasta el puerto de Norfolk (estado de Virginia) ida y vuelta.
Este bulo fue informado repetidamente como una farsa.
Según los comentarios del ensayista estadounidense Robert A. Goerman (1952-) al libro El Experimento Filadelfia: Proyecto Invisibilidad (1979), de William Moore y Charles Berlitz, no tiene sentido que personas inteligentes realizaran un experimento de tanta importancia
en exteriores (fuera de un laboratorio, donde el ambiente puede ser controlado),
sobre agua,
a plena luz del día,
en uno de los puertos más importantes de Estados Unidos,
con cientos de testigos involuntarios tanto civiles como militares,
utilizando un buque destructor en un momento en que tanto se necesitaba, en plena Segunda Guerra Mundial.

Si hemos de creer a Carl Allen, entonces nuestra jerarquía militar habría abandonado la cordura y todo precedente histórico al realizar un experimento de enorme importancia en plena luz del día y utilizando un buque destructor de escolta en un momento en que tanto se necesitaba. Si alguien escribiera un libro que contara la historia real, su título podría ser El Embaucamiento Filadelfia: Proyecto Credulidad.
If we are to believe Carl Allen, our naval hierarchy abandoned sanity and historical precedent by conducting an experiment of enormous importance in broad daylight using a badly needed destroyer escort vessel. If someone were to write a book telling the real story, its title might be The Philadelphia Hoax: Project Gullibility.
Robert A. Goerman

## El bulo propiamente dicho
En 1956, el bulo involucraba
- el USS Eldridge,
- la Armada de Estados Unidos, y
- la teoría del campo unificado ―al que (posiblemente debido a una confusión con la palabra «campo») se consideraba erróneamente como una burbuja oblonga de energía físicamente visible―.

Con el paso de las décadas, la leyenda se desarrolló en varios libros de literatura fantástica, y ―desde los años noventa― en foros de internet, involucrando cada vez más elementos con visos de verosimilitud:
- ondas longitudinales y transversales,
- campos eléctricos y magnéticos,
- ondas gravitacionales,
- ondas electromagnéticas,
- el ingeniero eléctrico Nikola Tesla,
- un grupo de científicos de la Universidad de Chicago,
- el Instituto de Estudios Avanzados de la Universidad de Princeton
- circuitos de sincronización y modulación.
- enormes generadores de 75 kW cada uno,
- cuatro bobinas warp,
- tres transmisores RF de 2 MW cada uno,
- 3000 tubos amplificadores 6L6 (empleados para canalizar los campos de las bobinas warp).

## El creador del bulo: Carl Allen
En 1955, Morris Ketchum Jessup, un vendedor estadounidense de automóviles (que afirmaba que era astrónomo graduado en una universidad estadounidense), publicó The Case for the UFO (‘el caso de los ovnis’), en el que analizaba los medios de propulsión que podría utilizar un platillo volador del estilo de un ovni.
El 13 de enero de 1955, Morris Jessup recibió una carta de un tal Carlos Miguel Allende. En ella, Allende informaba a Morris Jessup del Experimento Filadelfia, aludiendo como prueba a artículos periodísticos de la época. Allende también decía haber sido testigo de la desaparición y reaparición del destructor Eldridge mientras trabajaba en un barco mercante que se encontraba cerca, el SS Andrew Furuseth. Incluso mencionó los nombres de otros tripulantes del Andrew Furuseth, y decía saber del destino de algunos miembros de la tripulación del Eldridge tras el experimento, incluyendo uno que él vio desaparecer durante una pelea en un bar.

Estimado doctor Jessup:

No es nada necesaria su invocación al público para que se mueva en masa sobre sus representantes y haya así suficiente presión colocada en un correcto y suficiente número de lugares donde pueda ser aprobada una ley para que la teoría del campo unificado (1925-1927) del doctor Albert Einstein sea puesta en práctica.

Se usaron los resultados de mi amigo Dr. Franklin Reno. Los resultados fueron y son hoy prueba de que la teoría del campo unificado hasta cierto punto es correcta. El "resultado" fue la completa invisibilidad de un barco, tipo destructor, y toda su tripulación. Estaba navegando (octubre de 1943). El campo fue efectivo en una forma esferoidal oblonga que se extendía cien yardas (más o menos, debido a la posición lunar y latitud) fuera de cada lado del barco. Cualquier persona dentro de esa esfera se volvía de forma vaga pero él también observó a esas personas a bordo de ese barco como si ellas también estuvieran en el mismo estado y sin embargo estuvieran andando sobre nada. Cualquier persona fuera de esa esfera no podía ver nada, salvo la forma claramente definida del casco del barco en el agua.

Quedan muy pocos de la tripulación experimental original ahora, señor. La mayoría enloqueció, uno salió a través de la pared de su alojamiento a la vista de su mujer e hijo y de otros dos miembros de la tripulación. (No volvió a ser visto). Otros dos «se fueron al fuego» o sea se inmovilizaron y se incendiaron mientras llevaban unas brújulas comunes. (Ardieron 18 días). El experimento fue un éxito completo. Los hombres fueron fracasos completos.

Revise todos los periódicos de Filadelfia (primavera, otoño o invierno, no verano, de 1944 a 1946), busque un parrafito (cerca del tercio final del periódico, en la parte superior de la hoja) de una noticia que describe las acciones de los marineros después de su viaje inicial. Asaltaron un bar en el astillero de la Armada, el Gin Mill o Beer Joint, y causaron tanta conmoción y parálisis de las camareras que poco de comprensible se les pudo sacar, que el que escribió el párrafo no lo cree, y dice: «Solo escribí lo que oí, y esas mujeres están locas».

Le pido que haga este poco de investigación solo para que se trague la lengua cuando recuerde lo que «pidió que se haga ley».

Muy irrespetuosamente suyo, Carl M. Allen

P. S.: Ayudaré más si usted ve que puedo. (Z416175)

Morris Jessup le respondió a Allende con una postal, pidiendo más evidencia y corroboración de la historia, tales como fechas y detalles específicos de la misma.
La respuesta llegó varios meses más tarde. Esta vez el hombre ya no se identificaba como Carlos Miguel Allende sino como Carl M. Allen. Allen dijo que no podría proveer los detalles pedidos por Morris Jessup, pero insinuaba que podrían ser obtenidos a través de la hipnosis.

Estimado señor Jessup:

Quiero mencionar que de algún modo también el barco experimental desapareció del muelle de Filadelfia y muy pocos minutos después apareció en otro muelle en Norfolk, Newport News, en la zona de Portsmouth. Este fue señalado y claramente identificado como el lugar pero entonces el barco, de nuevo desapareció y volvió a su muelle de Filadelfia en solo unos pocos minutos o menos. Esto también fue notado en los periódicos. Pero he olvidado en qué periódico lo leí o cuándo pasó. Probablemente al final de los experimentos. Podría haber sido en 1956, después de que terminaran los experimentos, no lo puedo decir con seguridad.

Me pide lo que es equivalente a pruebas positivas de algo que solo la duplicación de los dispositivos que produjeron este fenómeno podrían darle. Nunca podré satisfacer esa actitud. Puedo ser de alguna ayuda positiva para usted en mí mismo pero para hacerlo requeriría un hipnotizador, pentotal sódico, un grabador y una excelente dactilógrafa para producir material de valor para usted.

Soy un contemplador de las estrellas Sr. Jessup. No lo disimulo y el hecho de que estoy seguro de que el hombre irá adonde ahora sueña con estar... hacia las estrellas vía la forma de transporte con que tropezó accidentalmente la Marina (para consternación suya) cuando su barco despegó y apareció un minuto después más o menos a varios cientos de millas marinas de distancia. Quizás la Marina ya haya utilizado este accidente de transporte para construir sus ovnis. Eso es un avance desde todos los puntos de vista. ¿A usted qué le parece?

Muy respetuosamente, Carl Allen.

Sospechando que Carl Allen era un mitómano, Morris Jessup decidió cortar la correspondencia.

### La Oficina de Investigación Naval y las notas de la empresa Varo
En la primavera de 1957, Morris Jessup fue contactado por la ONR (Office of Naval Research: Oficina de Investigación Naval) de la ciudad de Washington, que le pedía estudiar el contenido de un paquete que habían recibido. Al llegar, Morris Jessup quedó perplejo al encontrar que una copia de su libro había sido enviada a la ONR en un sobre manila con la leyenda «Happy Easter» (felices pascuas). Además, el libro tenía numerosas notas al margen, y la oficina de la ONR le preguntó a Morris Jessup si tenía idea de quién pudo haberlas hecho.
Las largas anotaciones estaban escritas en tres diferentes colores, y parecían detallar la correspondencia entre tres individuos, de los cuales solo uno tenía nombre: «Jemi». La ONR etiquetó a los otros dos como «Mr. A» y «Mr. B». Las notas se refieren a las otras personas y discuten dos tipos diferentes de «gente» que viven en el espacio. El uso de las mayúsculas y la puntuación era inusual, y detallaba largamente los méritos de varias suposiciones que Morris Jessup hacía en el libro, con referencias oblicuas al Experimento Filadelfia, en una manera que sugería conocimiento previo o superior (por ejemplo, «Mr. B» asegura sobre una teoría de Morris Jessup que «no sabe, no puede saber. Solo adivina»).
Basado en el estilo de la escritura, y comparando con las cartas que había recibido previamente, Morris Jessup identificó a «Mr. A» como Carl Allen. Otros han sugerido que todas las anotaciones las hizo la misma persona, usando tres plumas diferentes.
La ONR contactó después a Morris Jessup, diciendo que la dirección de la carta de Allende era una casa de campo abandonada. También le informaron a Morris Jessup que la corporación Varo, una empresa de investigación, estaba preparando una impresión de The Case for the UFO con las dos cartas y las notas. Al parecer, se imprimieron alrededor de 100 copias, incluyendo tres enviadas a Jessup.
Jessup trató de sacar provecho del tema, pero su siguiente libro se vendió mal y su editor rechazó algunos escritos más. En 1958 perdió su trabajo como vendedor de automóviles, lo dejó su esposa, y sus amigos lo describieron como «inestable» cuando viajó a Nueva York. Tras su regreso a Florida sufrió un accidente automovilístico grave y tardó en recuperarse, lo que aumentó su desánimo. Morris Jessup se suicidó el 29 de abril de 1959, a los 59 años, envenenado por los gases de escape de su vehículo.

### Biografía de Carl Allen
Carl Meredith Allen (Springdale, 31 de mayo de 1925 - Greeley, 5 de marzo de 1994) fue un marinero de la marina mercante de Estados Unidos y creador del bulo del Experimento Filadelfia.
Era el menor de tres hijos; su padre era irlandés y su madre gitana.
Solo terminó la escuela primaria.
El 14 de julio de 1942 se alistó en la Armada de los Estados Unidos, pero el 21 de mayo de 1943 fue licenciado por problemas psiquiátricos. En julio de 1943 entró en la marina mercante, que abandonó en octubre de 1952, y desde entonces fue una especie de vagabundo.
Durante su vida cambió de nombre al menos cinco veces.
Allen reconoció ser el autor de las cartas de Jessup y de las anotaciones que había en el libro enviado a la ONR (Office of Naval Research: Oficina de Investigación Naval) de la ciudad de Washington.
Murió en un asilo psiquiátrico a los 68 años.

## Una explicación del fenómeno
En 1992, un exmarinero del destructor USS Eldridge mencionó un hecho que podría explicar la confusión de Carl Allen:

Yo estaba en un bar esa noche, tomamos un par de cervezas, y yo era uno de los dos marineros que se dice que desaparecieron misteriosamente. La pelea comenzó cuando alguno de los marineros se jactó del equipamiento secreto ―radar, sonar, pernos especiales, una brújula nueva, etc.― y se le dijo que cerrara la boca. Dos de nosotros éramos menores de edad. Tan pronto como comenzaron los problemas, las camareras nos sacaron por la puerta trasera, y más tarde negaron saber nada de nosotros. Nos fuimos a las dos de la mañana. El Eldridge ya se había ido a las once de la noche. Alguien que lo buscara en el puerto esa noche se habría dado cuenta de que el Eldridge no estaba allí, y realmente apareció en Norfolk. Y a la mañana siguiente ya estaba de vuelta en el puerto de Filadelfia, lo que parece una tarea imposible: si nos fijamos en el mapa se ve que los buques mercantes toman dos días para hacer ese viaje. Se habrían requerido pilotos que esquivaran las redes submarinas, las minas y así sucesivamente en todos los accesos al puerto hacia el Atlántico. Pero la Marina utilizó un canal terrestre específico: el canal Chesapeake-Delaware, que esquiva todo eso. Hicimos el viaje en unas seis horas.
I was in a bar that evening, we had two or three beers, and I was one of the two sailors who are said to have disappeared mysteriously...The fight started when some of the sailors bragged about the secret equipment―radar, sonar, special screws, a new compass, etc.―and were told to keep their mouths shut. Two of us were minors... The waitresses scooted us out the back door as soon as trouble began and later denied knowing anything about us. We were leaving at two in the morning. The Eldridge had already left at 11 p.m. Someone looking at the harbor that night might have noticed that the Eldridge wasn't there any more and it did appear in Norfolk. It was back in Philadelphia harbor the next morning, which seems like an impossible feat: if you look at the map you'll see that merchant ships would have taken two days to make the trip. They would have required pilots to go around the submarine nets, the mines and so on at the harbor entrances to the Atlantic. But the Navy used a special inland channel, the Chesapeake-Delaware Canal, that bypassed all that. We made the trip in about six hours.
Edward Dudgeon